# Alfred Jäck
Alfred Jäck (ur. 2 sierpnia 1911 w Allschwil, zm. 28 sierpnia 1953) – szwajcarski piłkarz, reprezentant kraju.

## Kariera klubowa
Jäck przygodę z futbolem rozpoczął w młodzieżowej drużynie FC Basel. Po pierwszego zespołu został włączony w 1930. Rok później dołączył do Servette FC, w którym to rozegrał 28 spotkań w Nationallidze A. Od sezonu 1932/33 ponownie występował w koszulce FC Basel. Pierwszy sezon zakończył się największym sukcesem w karierze Jäck. Wraz z Basel zdobył pierwszy w historii klubu Puchar Szwajcarii. Przez 4 lata gry w Basel zagrał 79 spotkań, w których strzelił 37 bramek.
W 1936 wyjechał do Francji, gdzie grał najpierw w Olympique Lillois, a następnie w FC Mulhouse. W 1939 roku powrócił do FC Basel, w którym rok później zakończył karierę. Zginął w wypadku samochodowym 28 sierpnia 1953.

## Kariera reprezentacyjna
W reprezentacji Jäck zadebiutował 29 listopada 1931 w przegranym aż 1:8 meczu przeciwko reprezentacji Austrii. W 1934 Heini Müller, ówczesny selekcjoner reprezentacji Szwajcarii, powołał Jäcka na Mistrzostwa Świata.
Podczas turnieju zagrał w spotkaniu ćwierćfinałowym z Czechosłowacją. Mecz zakończył się porażką Helwetów 2:3. Po raz ostatni w reprezentacji zagrał 3 maja 1936 w przegranym 0:2 spotkaniu z Hiszpanią. Łącznie Jäck w latach 1931–1936 wystąpił w 28 spotkaniach w drużynie narodowej Szwajcarii, w których strzelił 2 bramki.
| Mecze i gole w reprezentacji | Mecze i gole w reprezentacji | Mecze i gole w reprezentacji | Mecze i gole w reprezentacji | Mecze i gole w reprezentacji | Mecze i gole w reprezentacji | Mecze i gole w reprezentacji |
| #                            | Data                         | Miasto                       | Przeciwnik                   | Gol                          | Wynik                        | Rozgrywki                    |
| ---------------------------- | ---------------------------- | ---------------------------- | ---------------------------- | ---------------------------- | ---------------------------- | ---------------------------- |
| 1.                           | 29.11.1931                   | Bazylea                      | Austria                      |                              | 1:8                          | Puchar Europy Centralnej     |
| 2.                           | 06.12.1931                   | Bruksela                     | Belgia                       |                              | 1:2                          | towarzyski                   |
| 3.                           | 14.02.1932                   | Neapol                       | Włochy                       |                              | 0:3                          | Puchar Europy Centralnej     |
| 4.                           | 06.03.1932                   | Lipsk                        | Niemcy                       |                              | 0:2                          | towarzyski                   |
| 5.                           | 20.03.1932                   | Berno                        | Francja                      |                              | 3:3                          | towarzyski                   |
| 6.                           | 17.04.1932                   | Zurych                       | Czechosłowacja               |                              | 5:1                          | Puchar Europy Centralnej     |
| 7.                           | 19.06.1932                   | Berno                        | Węgry                        |                              | 3:1                          | Puchar Europy Centralnej     |
| 8.                           | 23.10.1932                   | Wiedeń                       | Austria                      |                              | 1:3                          | Puchar Europy Centralnej     |
| 9.                           | 06.11.1932                   | Bazylea                      | Szwecja                      |                              | 2:1                          | towarzyski                   |
| 10.                          | 22.01.1933                   | Amsterdam                    | Holandia                     |                              | 2:0                          | towarzyski                   |
| 11.                          | 12.03.1933                   | Zurych                       | Belgia                       |                              | 3:3                          | towarzyski                   |
| 12.                          | 02.04.1933                   | Genewa                       | Włochy                       |                              | 0:3                          | Puchar Europy Centralnej     |
| 13.                          | 07.05.1933                   | Zurych                       | Jugosławia                   | Gol                          | 4:1                          | towarzyski                   |
| 14.                          | 20.05.1933                   | Berno                        | Anglia                       |                              | 0:4                          | towarzyski                   |
| 15.                          | 17.09.1933                   | Budapeszt                    | Węgry                        |                              | 0:3                          | Puchar Europy Centralnej     |
| 16.                          | 24.09.1933                   | Belgrad                      | Jugosławia                   |                              | 2:2                          | El. MŚ 1934                  |
| 17.                          | 31.05.1934                   | Turyn                        | Czechosłowacja               |                              | 2:3                          | MŚ 1934                      |
| 18.                          | 14.10.1934                   | Genewa                       | Czechosłowacja               |                              | 2:2                          | Puchar Europy Centralnej     |
| 19.                          | 04.11.1934                   | Berno                        | Holandia                     |                              | 2:4                          | towarzyski                   |
| 20.                          | 11.11.1934                   | Wiedeń                       | Austria                      |                              | 0:3                          | Puchar Europy Centralnej     |
| 21.                          | 27.01.1935                   | Stuttgart                    | III Rzesza                   |                              | 0:4                          | towarzyski                   |
| 22.                          | 17.03.1935                   | Praga                        | Czechosłowacja               |                              | 1:3                          | Puchar Europy Centralnej     |
| 23.                          | 14.04.1935                   | Zurych                       | Węgry                        | Gol                          | 6:2                          | Puchar Europy Centralnej     |
| 24.                          | 05.05.1935                   | Bazylea                      | Irlandia                     |                              | 1:0                          | towarzyski                   |
| 25.                          | 27.10.1935                   | Genewa                       | Francja                      |                              | 2:1                          | towarzyski                   |
| 26.                          | 03.11.1935                   | Zurych                       | Norwegia                     |                              | 2:0                          | towarzyski                   |
| 27.                          | 10.11.1935                   | Budapeszt                    | Węgry                        |                              | 1:6                          | towarzyski                   |
| 28.                          | 03.05.1936                   | Berno                        | Hiszpania                    |                              | 0:2                          | towarzyski                   |

## Sukcesy
FC Basel
- Puchar Szwajcarii (1): 1932/33